# Bifrost (forening)
 For alternative betydninger, se Bifrost. (Se også artikler, som begynder med Bifrost)
Bifrost - Landsforeningen for kreativ udvikling af børn og unge (i daglig tale: Landsforeningen Bifrost) er en landsdækkende paraplyorganisation for foreninger, der arbejder kreativt med børn og unge med fokus på rollespil som metode. Landsforeningen Bifrost er medlem af DUF - Dansk Ungdoms Fællesråd.

## Historie
Foreningen blev stiftet i 2003 under navnet "Landsforeningen for Levende Rollespil", skiftede i 2007 navn til "Landsforeningen for Rollespil" og skiftede til sidst navn i 2009 til det nuværende navn. Argumentet for navneskiftet var, at man ville åbne for andre kreative aktiviteter end rollespil, samt ville gå væk fra at omtale rollespil som en aktivitet, men som en metode.

## Aktiviteter
I sit daglige arbejde hjælper Landsforeningen Bifrosts daglige lokalforeningerne med at forstå loven og rådgiver med hensyn til foreningsdrift. Udadtil fungerer landsforeningen som interesseorganisation for medlemmerne. Lokalforeningerne er typisk aktive indenfor liverollespil, bordrollespil, cosplay, reenactment, brætspil, figurspil og milsim.

## Formænd/-kvinder/-personer
Årstallene er til og med.
- Jonas Hedegaard (2003-2005)
- Mikkel Rode (2006-2009)
- Stinne Kirketerp (2010-2011)
- Anders Berner (2012-2014)
- Martin E. H. Jacobsen (2014-august 2015)
  - Troels Thylstrup - konstitueret (august 2015)
- Daniel Møbjerg (2016-2018)
- Maja Løvbakke (2019-2020)
- Jacob Kronby Schulze (2021-2022)[7]
- Eva Mærsk (2023-2024)
- Jonathan Josva Schou (2025-nu)

Fra 2003 til og med 2009 blev generalforsamlingen afholdt i marts, siden er den blevet afholdt i november.

## Næstformænd/-kvinder/-personer
Posten næstformand/-kvinde/-person blev indført i 2009. Før 2009 var der en valgt kasserer, hvor kasserer posten efterfølgende er blevet udliciteret til en generalsekretær. Årstallet er til og med.
Kasserer:
- Mikkel Rode (2003-2005)
- Morten Lahrman (2006-2008)
- Rune Lippert (2009)

Næstformænd/-kvinder/-personer
- Søren Ebbehøj (2009)
- Sofie Støvelbæk (2010)
- Anders Berner (2011)
- Daniel Larsen (2012)
- Jens Rasmussen (2013-2014)
- Troels Thylstrup (2015-2017)
- Maja Løvbakke (2018)
- Jacob Kronby Schulze (2019-2020)
- Malene Kolle Rasmussen (2021-2022)
- Jonathan Josva Schou (2023-2024)
- Eva Mærsk (2025-nu)

## Lokalforeninger
(opdateret 19. november 2024)

### Hovedstaden
- Babylon – Søborg (Nedlagt 2023)
- Blue and Grey American Civil War Reenactors of Denmark – Høje Taastrup
- Brimir – Aktivt Rollespil Nordsjælland – Helsingør
- Den Farvestrålende Fjer – København SV
- Dragonfactory – Ballerup
- Dværge med Guld – Frederiksberg
- Eventyrriddernes Rollespilsforening – Lyngby
- Epos Elevforening – Smørum
- Gnist – København NV
- Inpersona – København N
- J-popkai – København N
- KALK? – København N
- Kompagni Gottheim – Rønne
- Landstedsrådet – Høje Taastrup
- Nordsjællands Rollespillere – Nordsjælland
- Ordnen – Valby
- Rollespilsfabrikken – Brønshøj
- Rollespilsforeningen Hareskoven – København N

### Midtjylland
- A New Hope – Herning
- ALEA – Aarhus
- Den Glemte Legion – Randers
- Einherjerne – Aarhus
- Elysion – Aarhus
- Fenris – Holstebro
- Grotten – Aarhus
- Kōyō – Grenaa
- Projekt Nexus – Herning
- Rollespil i Ryomgård – Ryomgård
- Rollespilsforeningen Giants – Barde

### Nordjylland
- A’kastin – Rebild
- Aktivitetsjonglørerne – Aalborg
- Ammo Ground Airsoft – Hjørring
- Foreningen Yxengaard – Vrå
- Hobro Rollespilsforening – Hobro
- Rollespilsforeningen Quendi – Hjørring
- Skyggedalen – Thisted
- The Realm of Adventure (TRoA) – Nørresundby
- Thy Rollespilsforening – Thisted
- Østerskov skolekreds – Hobro

### Sjælland
- Det Tredje Rige – Næstved
- GorrCon – Tølløse
- Greve Warhammer Forening – Greve
- Høng Crewet – Albertslund
- LV-Live – Tølløse
- Midtsjællands Rollespilsforening – Ringsted
- NaFri – Sorø
- Næstved Rollespilsforening – Næstved
- Ravnsholt Reopos – Holbæk
- Rollespilsforeningen Udgaard – Vordingborg
- Rollespilslauget – Holbæk
- Roskilde Rollespilslaug (RRL) – Roskilde
- Ulvsborgs Venner – Asnæs
- Vannadon – Køge
- Wonder Studio – Guldborgsund

### Sydjylland & Fyn
- Dansk Milsim Forening – Odense
- Fantasiverden – Haarby
- Jean Le Fiers Folk – Vejle
- Lords Assembly – Esbjerg
- Ninjin – Nyborg
- Odense Megagames – Odense
- Ripen LiveRollespil – Ribe
- Rollespilsforeningen Academia Unitate (RAU) – Varde
- Rollespilsforeningen Føniks – Odense
- Rollespilsforeningen Saga – Odense
- Skovens Herskere – Svendborg
- Støtteforening for Lyng Rollespil – Fredericia
- Sønderborg Live Udendørs Rollespils Klub (SLURK) – Sønderborg